# 王徵 (1887年)
王徵（1887年—？）字文伯，吉林省宁安县（今属黑龙江省）人，中华民国经济学家、政治人物。

## 生平
王徵10岁丧父，靠母亲抚养成人。1914年，王徵以公费赴美国留学。入美国哥伦比亚大学学习经济学，获得硕士学位。在美国期间，与胡适、蒋梦麟均为哥伦比亚大学同学。
归国后，王徵曾任北京大學教授，后来到東北大學任教。王徵还曾任交通银行经理，此外还先后在劝业银行、中央银行、中国银行任职。
美国哲学家约翰·杜威于1919年（民国八年）5月1日到达中国访问。其间，胡适是杜威在北京、天津、济南、太原等地讲演的主任翻译，但杜威在其他地方讲演时，胡适因还需要在北京大学，不能随往，所以胡适的老朋友（也是哥伦比亚大学时期的老同学）王徵担任杜威在奉天城（即今沈阳）区访问的翻译，杜威访问中国其他各地如南京、上海等处则另由杜威的学生分担。
1920年，倡导新文化运动的胡适、蒋梦麟、李大钊、高一涵、张慰慈、陶孟和、王徵七人联名在《晨报》发表《争自由的宣言》。1921年5月，王徵和胡适、蒋梦麟、丁文江四人决定组织“努力社”，出版《努力周报》。
1926年2月27日，徐志摩在致陆小曼的信中说：“今天与徐振飞谈得极投机，他也懂得我，银行界中就他与王文伯有趣，此外市侩居多。”王文伯即指王徵。两年后，徐志摩曾与王徵结伴西行。
1927年8月5日，王徵出任国民政府财政部钱币司司长，任至同年10月20日被免职（同年10月，钱币司被撤销，改设金融监理局）。1928年10月31日，被任命为国民政府铁道部常任次长，1929年9月10日被免职，由黎照寰接任。其间，1928年11月13日，被任命为国民政府铁道部理财司司长，1929年5月18日被免职。他还曾任建设委员会委员。1935年，出任立法院立法委员，任至1937年2月6日被免职。1936年12月18日，出任浙江省政府委员兼浙江省建设厅厅长，1937年11月9日被免职。
1920年6月，郁达夫在日本时，便曾为王徵作《送文伯西归》一诗。1934年10月，郁达夫曾赴天台，由王徵作陪。1938年，郁达夫、王映霞分手之后，胡健中曾在汉口王徵寓所内多次遇见王映霞，胡健中在为《王映霞自传》所作的序中记录了此事，此外序中还提到了王徵1951年在美国遭遇火灾之事。
抗日战争胜利后，王徵经中国银行总经理张嘉璈推荐，一度出任中东铁路董事长。在东北任职的三、四年间，王徵大力收藏中国古代书画。当时，长春满洲国皇宫所存的历代文物散出，王徵因此收获颇多。
1948年6月15日，王徵被任命为行政院政务委员，同年10月5日免职。
1949年前后，王徵经香港赴美国，定居美国纽约。直到逝世一直在美国居住。1951年，王徵在纽约的寓所遭遇火灾，被火烧伤双手，住院治療，双手完全變色。经胡适照顾，转危为安。此后，王徵遂靠出售古董作寓公。王徵的卒年不明。一说1963年逝世。但是1984年，據與王徵同为吉林人且先後为同學的田雨時吿称，王徵尚健在，年已98岁，居住在紐约，拒绝見客，仍靠出售古董維持生活。